# Крайний (Ростовская область)
Крайний — посёлок в Зерноградском районе Ростовской области России. Входит в состав Россошинского сельского поселения.

## География

### Улицы
- ул. Дорожная,
- ул. Дружбы.

## История
В 1987 г. указом ПВС РСФСР поселку первой фермы присвоено наименование Крайний.

## Население
| 2010 |
| ---- |
| 164  |